# 고노 준고
고노 준고(일본어: 河野 淳吾, 1982년 7월 9일 ~ )는 일본의 전 축구 선수이다. 2008년을 마지막으로 현역 은퇴, 현재는 경륜 선수로 활동하고 있다.

## 구단 경력
과거 산프레체 히로시마, 요코하마 FC, 미토 홀리호크, 도쿠시마 보르티스에서 활동하였다.